# Zwijndrechtse nieuwlichters
De Zwijndrechtse Nieuwlichters (ook de Christelijke Broedergemeente of het Zwavelstokkengeloof genoemd) was in het begin van de 19e eeuw een sekte onder leiding van Stoffel Muller en Maria Leer.

## Geschiedenis

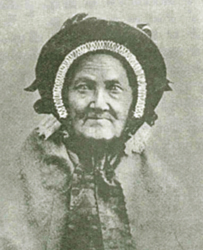
Portret van Maria Leer omstreeks 1863

De sekte werd gesticht door Stoffel Muller, een uit Puttershoek afkomstige schipper. Hij wilde zijn gemeenschap inrichten volgens de gebruiken van de eerste christengemeente. Richtsnoer voor de groep was de Bergrede van Christus. Zij gingen uit van een godsbegrip, dat ontleend werd aan Romeinen 11:36: "Uit Hem en door Hem en tot Hem zijn alle dingen". Volgens Muller en zijn partner, de 17 jaar jongere Maria Leer uit Edam met wie hij in 1817 een "geestelijk huwelijk" had gesloten, was hiervan de consequentie dat ook de zonde van God afkomstig was. Luxe werd afgezworen en alle bezit behoorde toe aan de broederschap. De groep vestigde zich rond 1816 in Waddinxveen, waar de schout van Waddinxveen Dirk Valk zich bij hen aansloot. Maar daar werd hen het leven onmogelijk gemaakt door de plaatselijke overheid. Het kostte Valk zijn functie als schout. Zij weken in 1818 via Puttershoek uit naar een bevriende relatie, boer Dirk Schenkel, in Polsbroekerdam. Hij bood hen onderdak en als tegenprestatie voorzagen zij in hun eigen onderhoud door het maken van zwavelstokjes. Zij trokken er vervolgens op uit om deze zwavelstokjes te verkopen en om tegelijkertijd hun geloof te verkondigen. Vandaar dat hun religie ook wel het zwavelstokkengeloof werd genoemd. Ook in Polsbroekerdam keerde de plaatselijke overheid zich tegen de groep. Op 21 juli 1820 vertrokken zij psalmen zingend weg op een door hen gekocht schip. Aanvankelijk koos de groep voor een ligplaats in de Dordtse Kil. Rond 1820 zijn Muller, Valk en Leer veroordeeld tot een gevangenisstraf van één jaar, vanwege landloperij. Op 20 april 1823 werd in Puttershoek de gemeenschap van goederen van de broederschap officieel vastgelegd, ook de verhouding met de overheid werd gereguleerd. In 1829 kochten zij een scheepswerfje in Zwijndrecht, waar zij zich vestigden. Aan deze laatste vestigingsplaats dankt de broedergemeente haar bijnaam, de Zwijndrechtse Nieuwlichters. Na het overlijden van Muller in 1833 viel de groep uit elkaar. Enkele leden van de groep emigreerden naar de Verenigde Staten en sloten zich aan bij de Kerk van Jezus Christus van de Heiligen der Laatste Dagen.
Maria Leer ging in 1860 in het Bethlehemshofje in Leiden wonen. Daar maakte ze kennis met de schrijfster Louise Sophie Blussé, die haar memoires optekende en in 1892, toen Blussé 91 jaar was, publiceerde met een voorwoord van de remonstrantse predikant Jan Hendrik Maronier.

## De Waterman
Muller heeft voor de schrijver Arthur van Schendel model gestaan voor schipper Wuddink, een personage in zijn roman De Waterman.